# ボードゥアン3世 (フランドル伯)
ボードゥアン3世（Baudouin III, 940年ごろ - 962年1月1日）は、フランドル伯（父アルヌール1世と共治、在位：958年 - 962年）。

## 生涯
ボードゥアン3世は、フランドル伯アルヌール1世とその2番目の妃アデル・ド・ヴェルマンドワの息子として940年ごろに生まれた。961年より少し前、ボードゥアン3世はザクセン辺境伯ヘルマン・ビルングの娘マティルデと結婚し、息子アルヌール2世をもうけた。
父アルヌール1世は958年にボードゥアン3世を共同統治者とした。ボードゥアンはその短い治世の間に、ヘントの羊毛工業とフランドルの他の市場に関して責任を負った。ボードゥアン3世はノルマン人に対する遠征の後、962年1月1日に天然痘で死去した。ボードゥアン3世の死後、アルヌール1世は西フランク王ロテールを孫アルヌール2世の後見人とし、アルヌール2世は後にアルヌール1世の跡を継いだ。